# BMW Z4

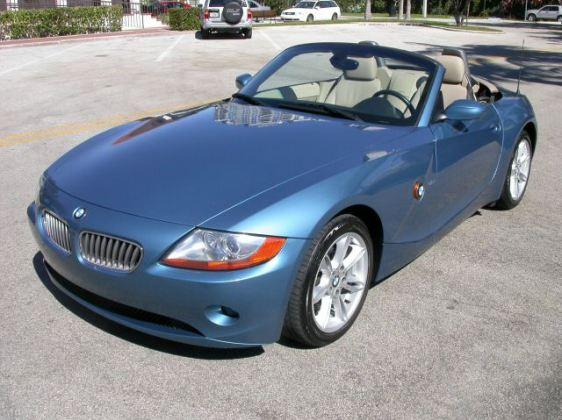
BMW Z4 (2003)

El BMW Z4 es un automóvil deportivo de lujo producido por el fabricante alemán BMW. Liderado en aquel momento por el diseñador Chris Bangle, El BMW Z4 es el sucesor del BMW Z3. Fue Presentado en otoño de 2002 y su producción se inició en el 2003. Aunque a finales del 2008 se presentaron imágenes de la nueva carrocería del deportivo, su presentación oficial se hizo en el North American International Auto Show.

## Segunda generación (2009-presente)

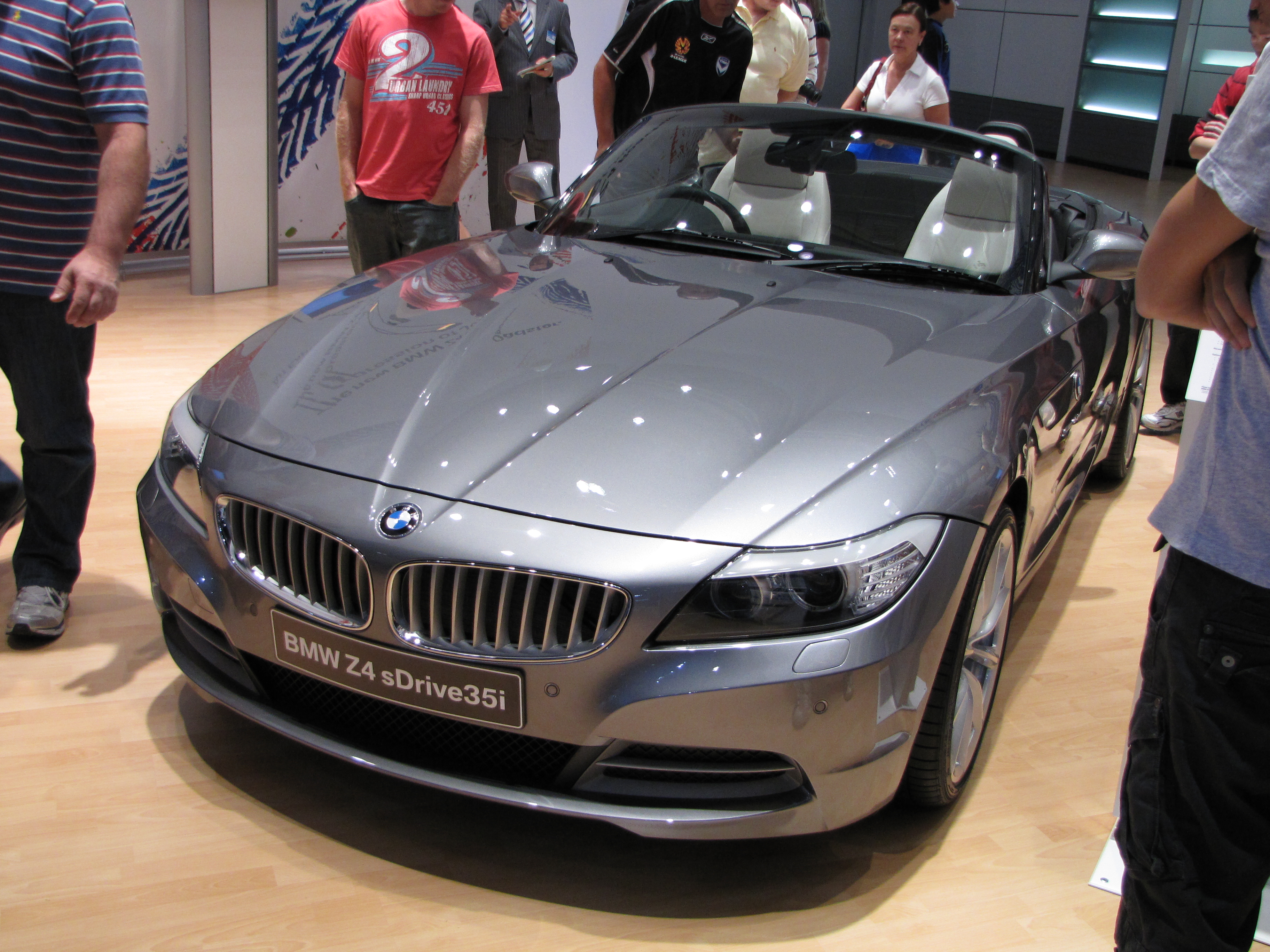
BMW Z4 de segunda generación (2009-2013)

Ha tenido dos generaciones de motores, 2009 - 2011 motores atmosféricos de 6 cilindros en línea de inyección directa entre las que estuvo disponible en versiones sdrive 23, sdrive 30i, sdrive 35i, sdrive 35is. En el 2012 está disponible la mejora de motorizaciones gracias al desarrollo e implementación de la tecnología twin power turbo en la que las versiones sdrive 20i, y sdrive 28i equipan el nuevo propulsor 2.0 de 4 cilindros en línea con turbo cargador twinscroll que entregan 184 y 240 hp respectivamente y un generoso torque disponible desde las 1200 rpm de 270 Nm y 350 Nm, la versión tope conserva el tradicional 6 cilindros en línea con un motor turbo cargado también que ofrece entre 306 y 340 hp y 340 o 450 Nm de torque dependiendo si hablamos de la versión 35i o 35is.
Para inicios del 2013 se propone una nueva configuración de entrada a la gama sdrive 18i que equipa el propulsor de 2 litros pero que entregara únicamente 156 hp y 240 Nm.
Las transmisiones están disponibles en 3 versiones, de 6 marchas manuales y dos cajas automáticas 1 de 8 velocidades y la de 7 marchas que tiene doble embrague, todas las automáticas equipan levas en el volante.
El z4 es un roadster de techo duro descapotable insonorizado que tarda aproximadamente 20 segundos en ser retirado en su totalidad y con capacidad de ser operado hasta 40 km/h.
Se dice también que la versión 2009 del Z4 apareció en el video musical "Rain Over Me" del cantante Pitbull junto con Marc Anthony.

### LCI E89

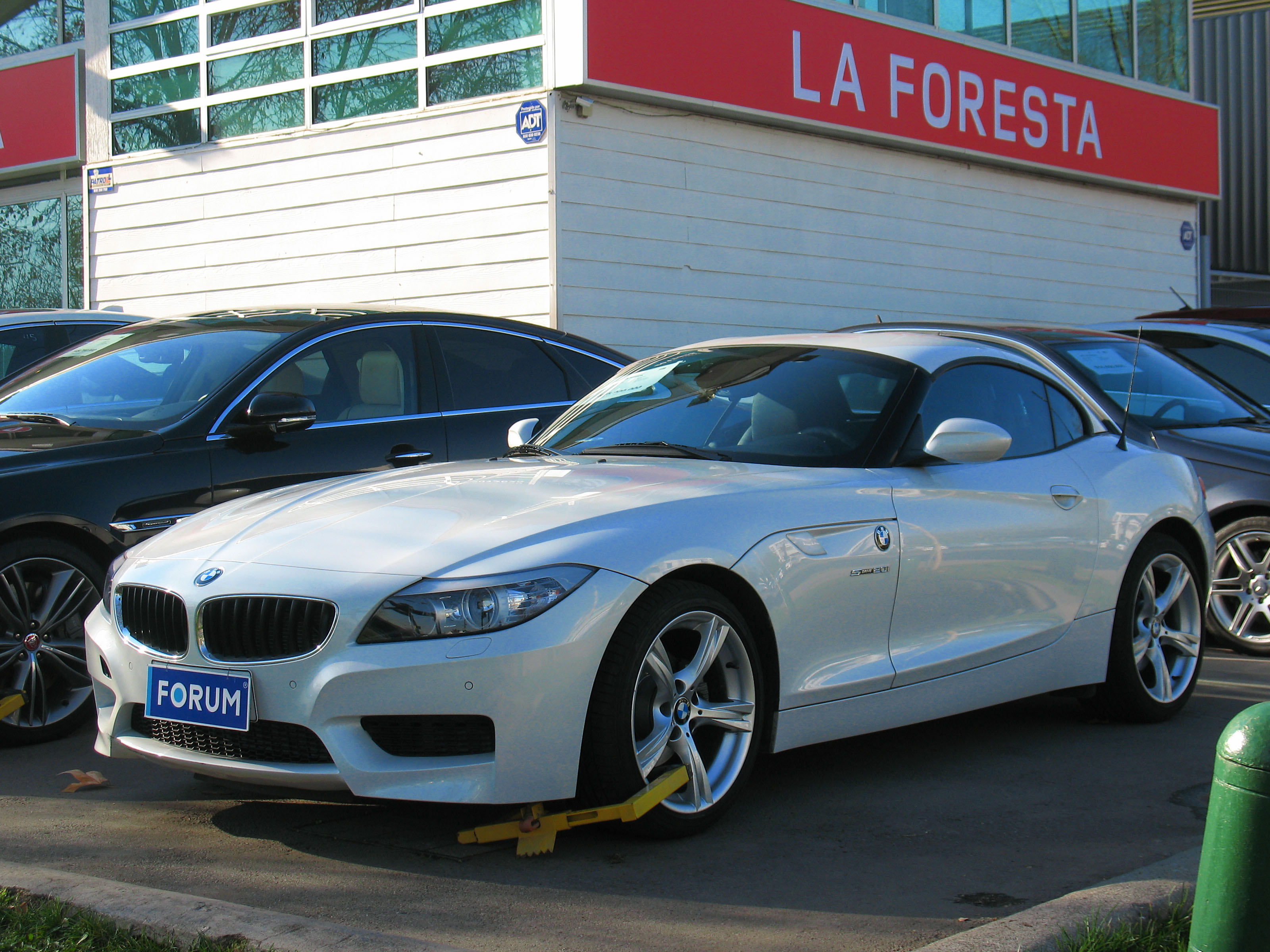
sDrive20i con acabado M Sport

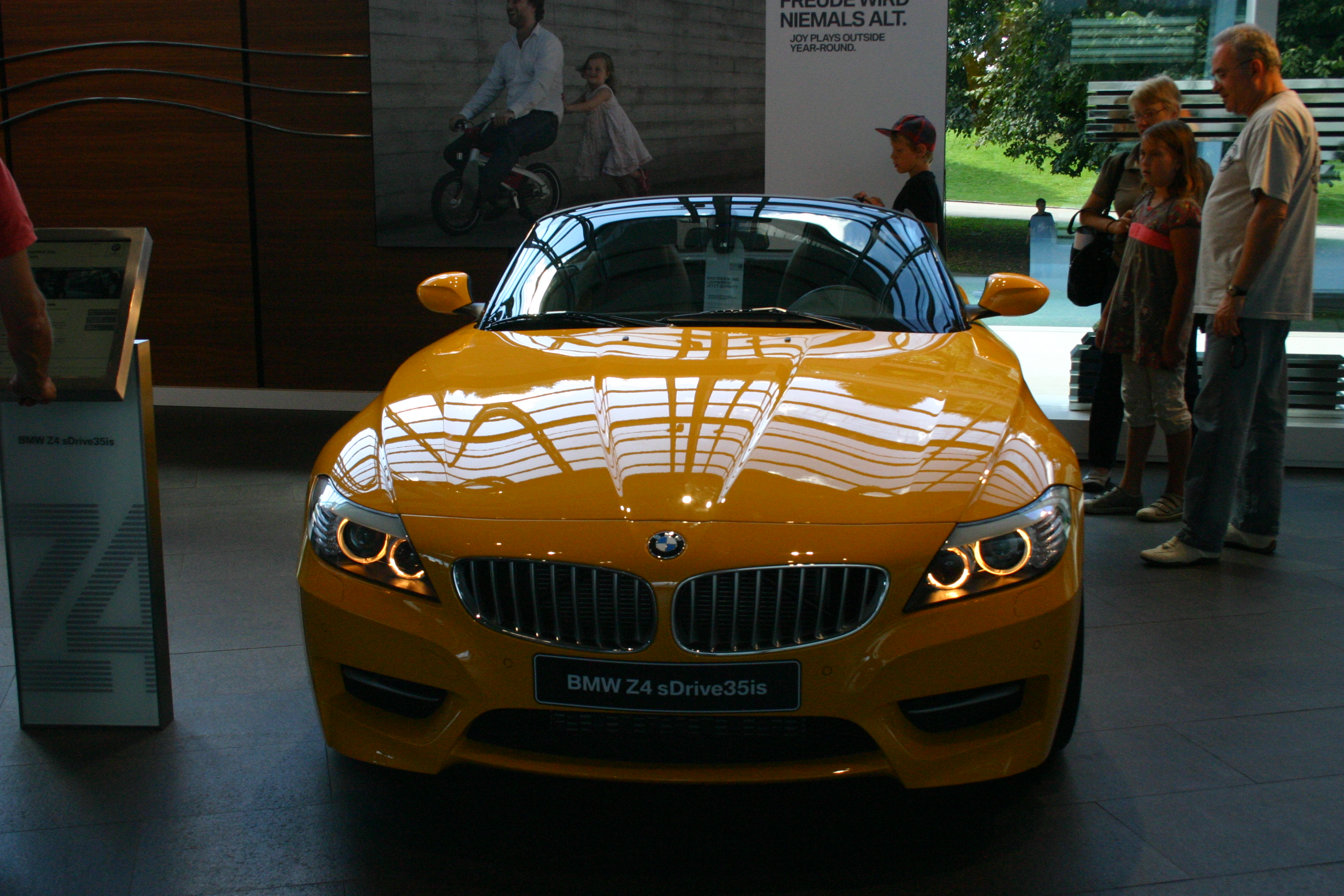
Z4 sDrive35i

El LCI E89 fue anunciado en 2013 con las versiones sDrive20i, sDrive28i y sDrive35i. 
Cuentan con un motor 2.0 L de cuatro cilindros y turbocompresor de doble desplazamiento que produce 184 CV y 270 Nm en el sDrive20i y 245 CV y 350 en el sDrive28i.
Aceleran de 0-100 km/h en 6,9 segundos en el sDrive20i y 5,5 en el sDrive28i. Tiene caja automática de 8 velocidades.
El M Sport incluye suspensiones M Sport, ruedas de 18 pulgadas y nuevas entradas de aire. El interior tiene asientos deportivos con aluminio en carbono y un volante de cuero y acabados en las puertas.

## Edición limitada
- Z4 sDrive35is Mille Miglia es una edición limitada a 99 unidades para celebrar el 70 aniversario de la victoria del BMW 328.[3][4]

### Galería

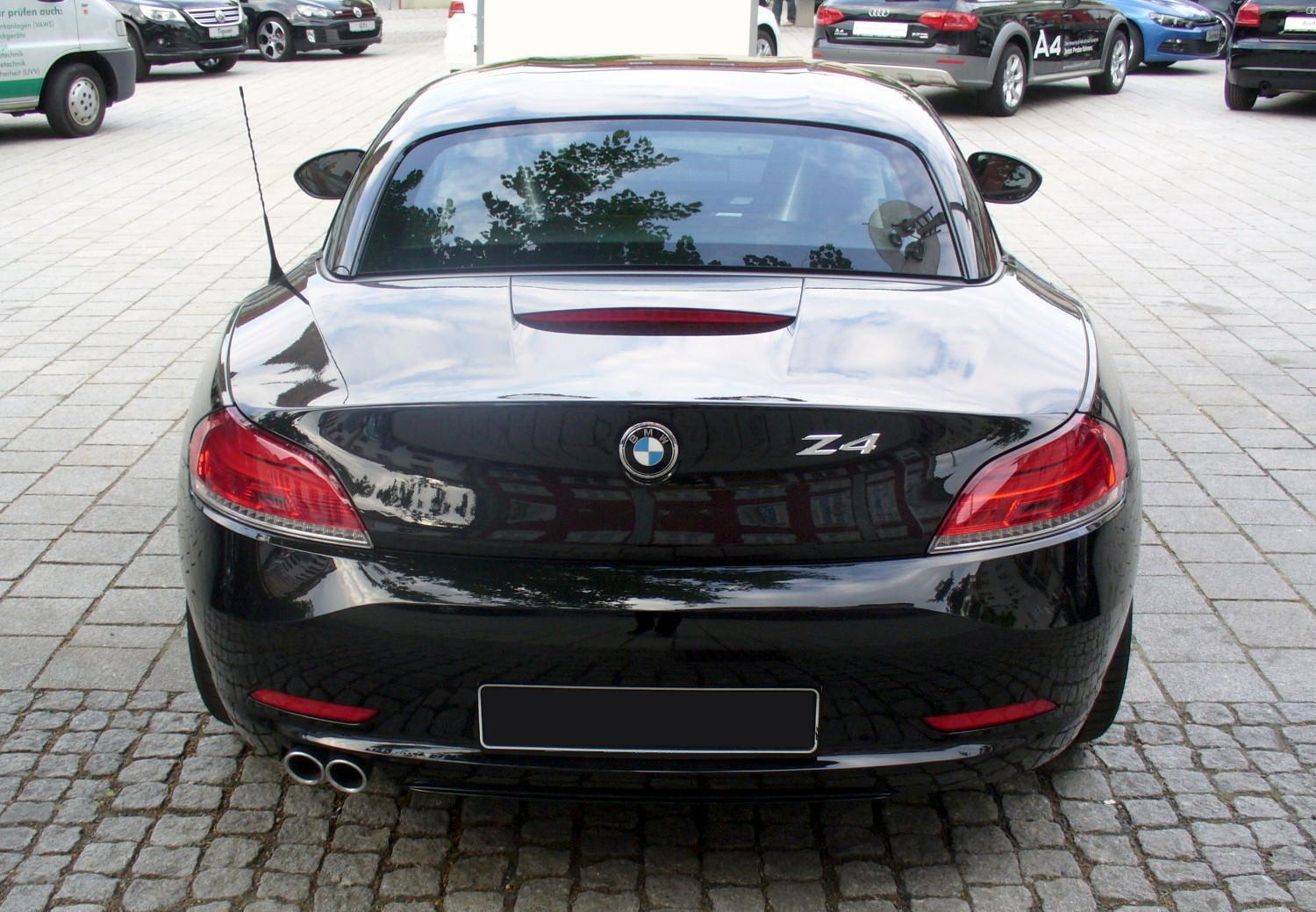
Parte trasera del BMW Z4
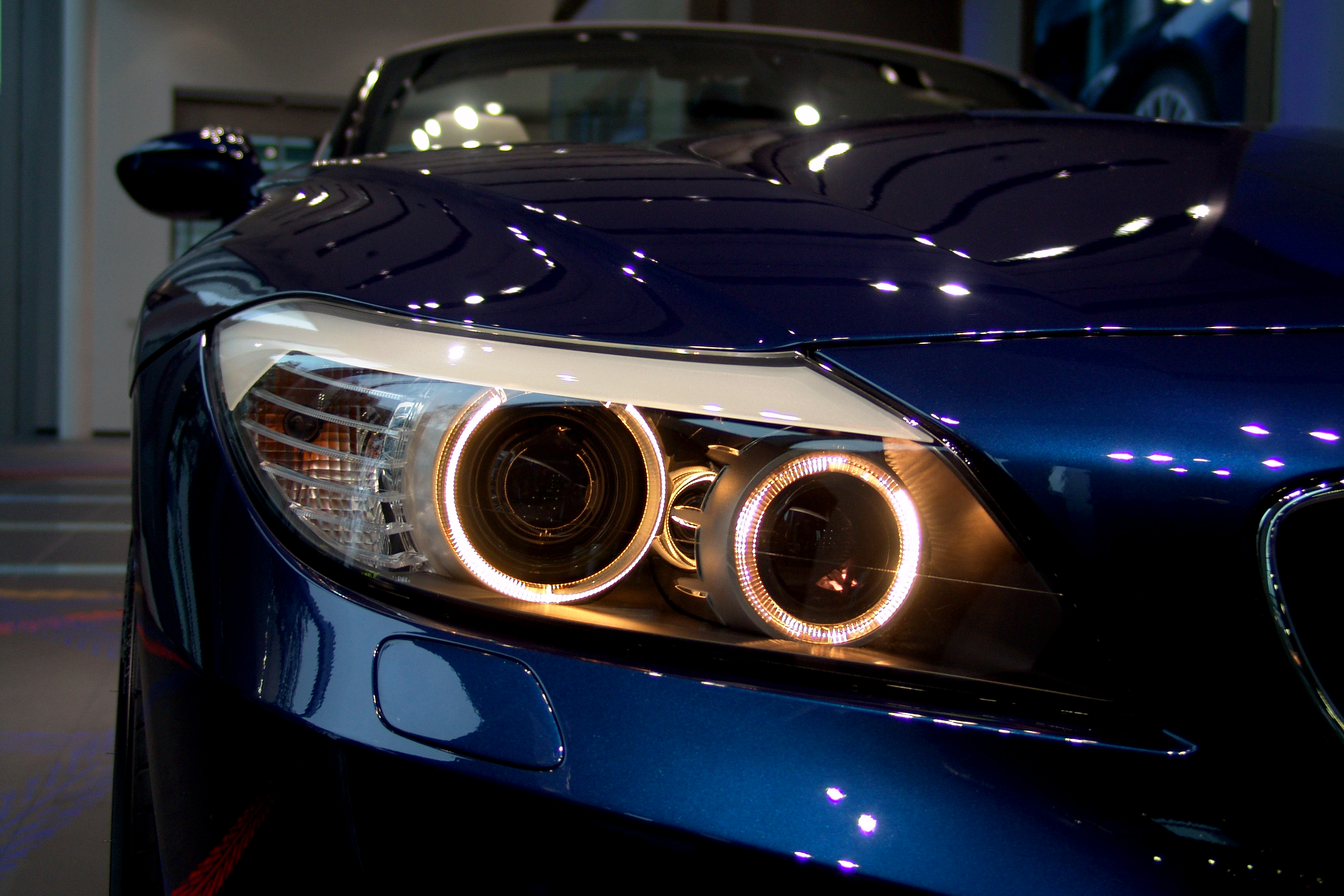
Faro delantero del BMW Z4
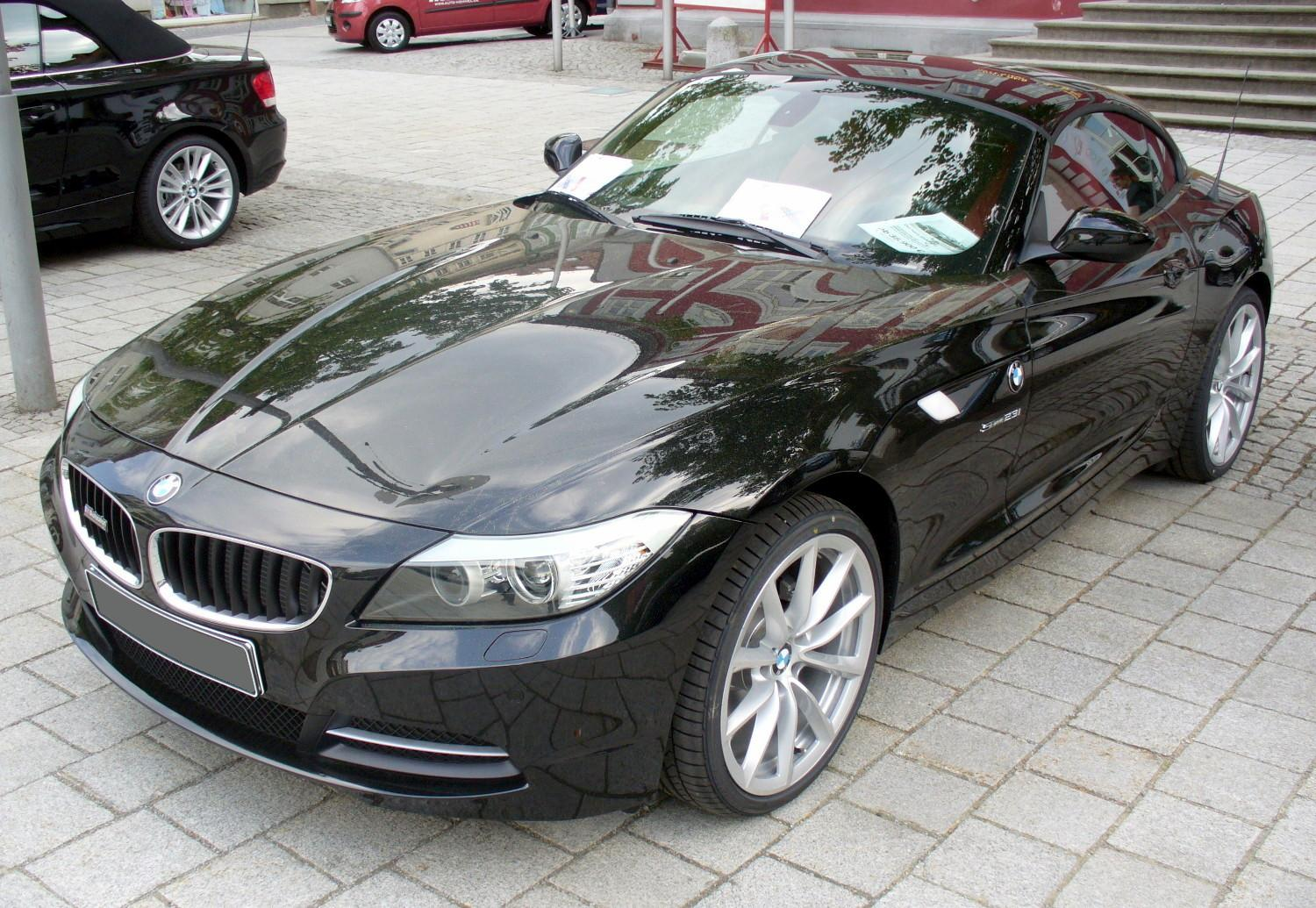
BMW Z4 sDrive23i
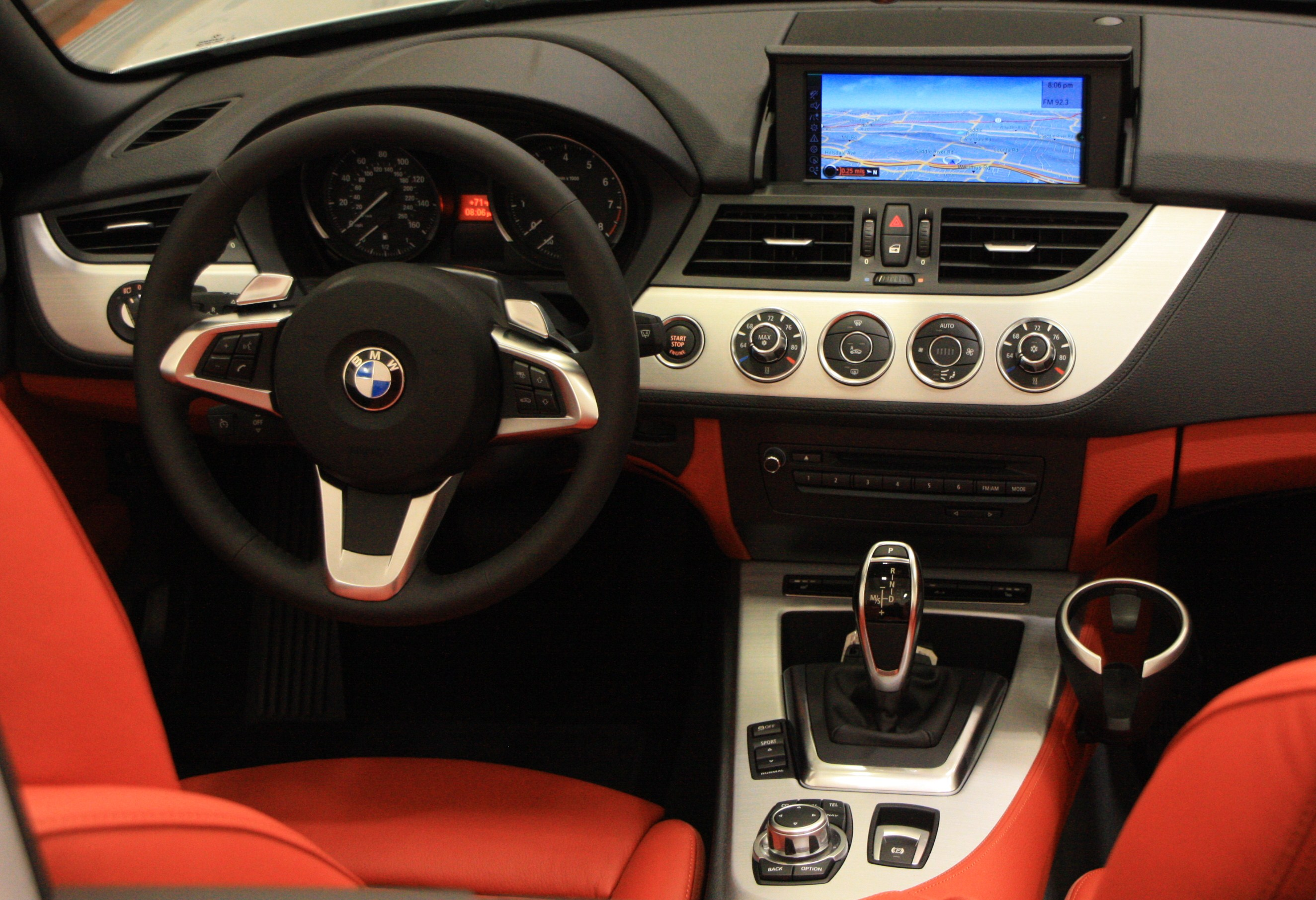
Interior del BMW Z4 E89

http://www.youtube.com/watch?v=65XsUg2tJYI